# Kowala (gmina w województwie krakowskim)
Kowala – dawna gmina wiejska istniejąca do 1954 roku w woj. kieleckim i woj. krakowskim. Siedzibą władz gminy była Kowala.
Za Królestwa Polskiego gmina Kowala należała do powiatu miechowskiego w guberni kieleckiej (utworzonej w 1867). W połowie 1870 roku do gminy Kowala włączono obszar zniesionej gminy Dobranowice.
W okresie międzywojennym gmina Kowala należała do powiatu miechowskiego w woj. kieleckim. Po wojnie gmina przez bardzo krótki czas zachowała przynależność administracyjną, lecz już 1 kwietnia 1945 roku została wraz z całym powiatem miechowskim przyłączona do woj. krakowskiego. Według stanu z dnia 1 lipca 1952 roku gmina składała się z 13 gromad: Dobranowice, Górka Stogniowska, Grębocin, Jakubowice, Kowala, Mniszów, Mniszów kol., Przybysławice, Rudno Górne, Stogniowice, Szpitary, Więckowice i Żembocin.
Jednostka została zniesiona 29 września 1954 roku wraz z reformą wprowadzającą gromady w miejsce gmin. Po reaktywowaniu gmin z dniem 1 stycznia 1973 roku gminy Kowala nie przywrócono, a jej dawny obszar wszedł głównie w skład nowych gmin Proszowice i Nowe Brzesko w powiecie proszowickim.